# جون دبليو. ديفيس
جون ويليام ديفيس (بالإنجليزية: John W. Davis)‏ (13 أبريل 1873-24 مارس 1955)، سياسي ودبلوماسي ومحامي أمريكي. خدم في عهد الرئيس وودرو ويلسون كمحامي عام للولايات المتحدة وسفير الولايات المتحدة لدى المملكة المتحدة، وكان مرشح الحزب الديمقراطي للرئاسة في عام 1924 وخسر أمام الجمهوري كالفن كوليدج.
ولد ونشأ في ولاية فرجينيا الغربية. عمل لفترة قصيرة كمدرس قبل أن يبدأ حياته المهنية الطويلة. كان والد ديفيس، جون جيه. ديفيس، مندوبًا لمؤتمر ويلينغ، وعمل في مجلس النواب بالولايات المتحدة في سبعينيات القرن التاسع عشر. انضم ديفيس إلى الممارسة القانونية مع والده، واعتمد العديد من وجهات نظره السياسية، وتضمنت معارضة تشريع مكافحة الإعدام دون محاكمة ودعم حقوق الدولة. عمل ديفيس في مجلس النواب في الولايات المتحدة في الفترة بين عامي 1911 و1913، وساعد في وضع قانون كلايتون لمكافحة الاحتكار. شغل منصب المحامي العام من عام 1913 إلى عام 1918، ونجح خلال هذه الفترة في مناقشة «قانون السلف» في أوكلاهوما في قضية غوين ضد الولايات المتحدة.
كان ديفيس مرشحًا غير متوقعًا في قائمة مرشحي الحزب الديمقراطي للرئاسة لعام 1920 أثناء عمله كسفير لدى المملكة المتحدة بين عامي 1918 و1921. ساعد ديفيس في تأسيس مجلس العلاقات الخارجية ودعا إلى إلغاء الحظر بعد مغادرته منصبه. رشح المؤتمر الوطني الديمقراطي لعام 1924 ديفيس لمنصب الرئيس بعد جمعه 103 أصوات. كان المرشح الثاني (بعد ترشيح ويلسون في عام 1912) من ولاية عبودية سابقة، ولاية فرجينيا منذ الحرب الأهلية، وما زال ديفيس المرشح الرئاسي الأساسي للحزب من فرجينيا الغربية. ترشح ديفيس مع تشارلز دبليو. برايان إلى لائحة المرشحين، وخسر بأغلبية ساحقة أمام كالفن كوليدج.
لم يسعى ديفيس لإعادة تولّي منصبه العام مرة أخرى بعد عام 1924، لكنه ظل محامياً بارزًا يمثل العديد من أكبر الشركات في البلاد. جادل في 140 قضية أمام المحكمة العليا للولايات المتحدة على مدار 60 عامًا من العمل القانوني. عُرف بتمثيله الجانب الفائز في قضية فولاذ يونغستون التي حكمت فيها المحكمة العليا ضد استيلاء الرئيس هاري ترومان على مصانع الفولاذ في البلاد. دافع ديفيس أيضًا عن مبدأ الفصل مع المساواة في قضية بريغز ضد إليوت، وهي إحدى الحالات المصاحبة لقضية براون ضد مجلس التعليم.

## مهنة سياسية ودبلوماسية

### الحياة العملية المبكرة
كان والده مندوبًا لمؤتمر ويلينغ الذي أنشأ ولاية فرجينيا الغربية، لكنه عارض أيضًا إلغاء عقوبة الإعدام والجمهوريين الراديكاليين وعارض التصديق على التعديل الخامس عشر. اكتسب ديفيس الكثير من سياسات والده الديمقراطية الجنوبية، وعارض حق المرأة في التصويت والقوانين الفيدرالية لعمالة الأطفال والتشريعات المناهضة للإعدام دون محاكمة وبرنامج الحقوق المدنية لهاري إس. ترومان، ودافع عن حقوق الدولة في فرض الضريبة على الرأس من خلال إثارة الأسئلة حول السماح لدافعي الضرائب غير المتعلمين بالتصويت.
عارض تركيز الرأسمالية أيضًا من خلال دعم عدد من القوانين التقدمية المبكرة التي تنظم التجارة بين الولايات والحد من سلطة وتركيز الشركات بقدر ما كان يعارض المركزية في السياسة. شعر ديفيس بأنه لا ينتمي إلى الحزب الجمهوري الذي دعم حرية الارتباط والأسواق الحرة وحافظ على ولاء أبيه القوي للحزب الديمقراطي، ومثل فيما بعد مصالح الأعمال التجارية المناهضة للصفقة الجديدة. صُنِّف ديفيس كواحد من آخر الداعمين للجفرسونية، والذين دعموا حقوق الولايات وعارضوا وجود سلطة تنفيذية قوية (أصبح لاحقًا المحامي الرئيس ضد تأميم ترومان لصناعة الفولاذ).
مثّل ولاية فرجينيا الغربية في مجلس النواب الأمريكي بين عامي 1911 و1913 إذ كان أحد واضعي قانون كلايتون، وكان ضمن اللجنة التي نفذت محاكمة القاضي روبرت دبليو. أرشبالد الناجحة. شغل منصب المحامي العام للولايات المتحدة من عام 1913 إلى عام 1918 وسفيرًا في المملكة المتحدة من عام 1918 إلى عام 1921. جادل بنجاح في قضية غوين ضد الولايات المتحدة بشأن عدم شرعية «قانون السلف» في أوكلاهوما. أعفى هذا القانون السكان المنحدرين من ناخب مسجل ما في عام 1866 (البيض مثلًا) من اختبار لمحو الأمية أدى إلى حرمان السود بشكل كبير من حقوقهم. يختلف موقف ديفيس الشخصي عن موقفه كمدافع. استطاع فصل وجهات نظره الشخصية ومناصرته المهنية طوال حياته المهنية.

### مرشح للرئاسة
كان ديفيس مرشحًا غير متوقع في قائمة مرشحي الحزب الديمقراطي للرئاسة في كل من عامي 1920 و1924. أدار صديقه وشريكه فرانك بولك حملته في المؤتمر الوطني الديمقراطي لعام 1924. فاز في الترشيح في عام 1924 كمرشح وسطي بمجموع 103 أصوات. جعل ترشيح ديفيس منه أول مرشح رئاسي من أي ولاية عبودية منذ الحرب الأهلية على الرغم من تولّي أندرو جونسون من ولاية تينيسي للرئاسة بعد اغتيال الرئيس لينكولن، وظل المرشح الوحيد من فرجينيا الغربية حتى عام 2016. إدانة ديفيس للجماعة العنصرية كو كلوكس كلان والدفاع المسبق عن حقوق السود في التصويت كمحام عام في عهد ويلسون كلفاه أصواتًا في الجنوب وبين الديمقراطيين المحافظين في أماكن أخرى. خسر بأغلبية ساحقة أمام كالفن كوليدج الذي لم يغادر البيت الأبيض لنشر حملة انتخابية. ما زالت نسبة التصويت لديفيس (28.8%) أصغر نسبة من الأصوات الشعبية التي فاز بها أحد مرشحي الحزب الديمقراطي للرئاسة. فاز ديفيس بأصوات كل ولاية من الاتحاد السابق وأوكلاهوما.

### المشاركة السياسية في وقت لاحق
كان ديفيس عضوًا في المجلس الاستشاري الوطني للصليبيين، وهو منظمة مؤثرة شجعت على إلغاء الحظر. كان ديفيس الرئيس المؤسس لمجلس العلاقات الخارجية الذي تشكل في عام 1921 ورئيس مؤسسة كارنيغي للسلام الدولي وأمينًا لمؤسسة روكفلر من عام 1922 إلى عام 1939. عمل أيضًا كمندوب من نيويورك في المؤتمرين الوطنيين الديمقراطيين لعامي 1928 و1932.
أسس ديفيس حملة نيابة عن فرانكلين روزفلت في الانتخابات الرئاسية لعام 1932 لكنه لم يطور علاقة وثيقة معه. انقلب ديفيس بسرعة ضد الصفقة الجديدة بعد أن تولى روزفلت منصبه، وانضم إلى آل سميث وغيرهم من الديمقراطيين المعارضين للصفقة الجديدة في تشكيل رابطة الحرية الأمريكية. دعم لاحقًا مرشح الحزب الجمهوري للرئاسة في انتخابات عام 1936 و1940 و1944.
ورّط جنرال مشاة البحرية المتقاعد سميدلي بتلر ديفيس في مؤامرة الأعمال، وهي مؤامرة سياسية مزعومة في عام 1933 للإطاحة برئيس الولايات المتحدة فرانكلين روزفلت في شهادته أمام لجنة ماكورماك-ديكشتاين، والتي بدأت مداولاتها في 20 نوفمبر في عام 1934 وانتهت بتقرير اللجنة المقدم إلى مجلس النواب بالولايات المتحدة في 15 فبراير في عام 1935. لم يُستدعَ ديفيس أمام اللجنة لأن «اللجنة لن تأخذ بعين الاعتبار الأسماء التي أُدخلت في الشهادة التي لا تُعد إلا مجرد إشاعة».
أدلى ديفيس بشهادته (كعضو في مجلس إدارة مؤسسة كارنيغي للسلام الدولي) في عام 1949 كشاهد على ألغر هيس (رئيس كارنيغي) خلال محاكماته (كجزء من قضية هيس والجاسوس الشيوعي السابق تشامبرز). «دعم ديفيس ألغر هيس وجوليوس روبرت أوبنهايمر خلال الهستيريا التي حدثت في جلسات مكارثي في بداية فترة استلامه للحكم بعد نهاية الحرب العالمية الثانية (وبشكل أكثر دقة، في «عهد مكارثي» قبل لحاق قضية هيس (1948-1950) بالحملة المكارثية التي بدأت في خمسينيات القرن العشرين).

## روابط خارجية
- جون دبليو. ديفيس على موقع الموسوعة البريطانية (الإنجليزية)
- جون دبليو. ديفيس على موقع إن إن دي بي (الإنجليزية)